# Jamesianthus
Jamesianthus es un género monotípico de plantas fanerógamas perteneciente a la familia de las asteráceas. Su única especie, Jamesianthus alabamensis, es originaria de los Estados Unidos.

## Descripción
Son plantas perennes, que alcanzan un tamaño de 60-150 cm de altura. Las hojas caulinares son opuestas; pecioladas o sésiles; foliares ± lanceoladas el margen entero o denticulado. Las capitulescencias radiales individuales o en conjuntos abiertos, corimbiformes. Los involucros ± campanulados de 9-12 mm de diámetro. Las corolas amarillas.

## Taxonomía
Jamesianthus alabamensis fue descrita por S.F.Blake & Sherff y publicado en Publications of the Field Museum of Natural History, Botanical Series 22(6): 402–403. 1940.
Etimología
Jamesianthus: nombre genérico compuesto por James en honor de Robert Leslie James, 1897-1977, botánico e historiador norteamericano y el término griego anthos = "flor".
alabamensis: epíteto geográfico que se refiere a su localización en Alabama.